# Apanteles significans
Apanteles significans är en stekelart som först beskrevs av Walker 1860.  Apanteles significans ingår i släktet Apanteles och familjen bracksteklar. Inga underarter finns listade i Catalogue of Life.